# Jim Kjelgaard
Jim Kjelgaard, plným jménem James Arthur Kjelgaard (6. prosince 1910, New York – 12. července 1959, Phoenix, Arizona) byl americký spisovatel, autor především knih pro mládež.

## Život
Jim Kjelgaard se narodil roku 1922 v New Yorku jako čtvrtý ze šesti dětí a vyrůstal na rodinné farmě v Allegheny Mountains v Pensylvánii. Poté, co farma zkrachovala, přestěhoval se s rodinou do Galetonu, kde navštěvoval střední školu. Již jako chlapec hodně četl a pokoušel se o vlastní tvorbu. Projevila se u něho ale epilepsie a byl mu diagnostikován nádor, bohužel rodina neměla dost peněz na operaci.
Po střední škole studoval při práci dva roky na Syracuse University, přičemž vykonával různá povolání. Stal se vášnivým lovcem a rybářem a rozhodl se, že se stane spisovatelem. Od roku 1938 publikoval své práce v různých časopisech a roku 1941 vydal svůj první román Forest Patrol (Lesní hlídka).
Kjelgaard miloval přírodu a byl jejím ochráncem. Měl velmi rád zvířata, což je zřejmé ze všech jeho knih, kterých vydal více než čtyřicet. Obzvláště miloval psy a napsal o nich jeden ze svých nejlepších románů Big Red (1945), který popisuje přátelství mezi člověkem a jeho psem a který byl úspěšně zfilmován.
Roku 1959 spáchal Kjelgaard, sužovaný po několik let chronickými bolestmi a depresemi, sebevraždu ve svém domě v Phoenixu.

## Dílo
- Forest Patrol (1941, Lesní hlídka), příběh devatenáctiletého chlapce, který se chce stát lesním strážcem.
- Rebel Siege (1943), příběh z Americké revoluce.
- Big Red (1945), vyprávění o přátelství mezi člověkem a jeho psem, velkým irským setrem jménem Red. Jde o jedno z nejúspěšnějších autorových děl, které ho proslavilo. Kniha byla úspěšně zfilmována a do roku 1956 bylo prodáno celkem 225.000 výtisků v různých vydáních.[1] Roku 1948 získal autor za tuto knihu cenu Boys Club Award.[2]
- The Fangs of Tsan-Lo (1945).
- Buckskin Brigade (1947).
- Snow Dog (1948, Sněžný pes), příběh psa huskyho.
- Kalak of the Ice (1949).
- A Nose for Trouble (1949, Nos na problémy), pes na stopě pytláků.
- Wild Trek (1950, Divoká cesta), příběh lovce a jeho psa, kteří se vydali do drsné divočiny severní Kanady, aby zachránili přírodovědce a pilota, jehož letadlo se zřítilo.
- Chip the Dam Builder (1950, Čip, stavitel hrází), příběh bobra.
- Irish Red, Son of Big Red (1951), pokračování románu Big Red o jeho synovi.
- Fire-hunter (1951), příběh z pravěku o muži vykázaném z jeho kmene za porušení kmenových zákonů.
- The Explorations of Pere Marquette (1951).
- Trailing Trouble (1952).
- Outlaw Red, Son of Big Red (1953), další pokračování románu Big Red o dalším jeho synovi.
- The Spell of the White Sturgeon (1953, Kouzlo bílého jesetera).
- The Coming of the Mormons (1953, Příchod mormonů), příběh o hromadném přestěhování 100 000 mormonů v letech 1846–1847 z Ohia přes pláně do údolí Solného jezera v Utahu, kde založili město Salt Lake City.
- Haunt Fox (1954).
- Cracker Barrel Trouble Shooter (1954).
- Lion Hound (1955, Lovec kuguárů), dobrodružný román z drsných hor na americko-kanadském pomezí, kde se objevil divoký kuguár, ohrožující lidi.
- The Lost Wagon (1955).
- Desert Dog (1956).
- Trading Jeff and his Dog (1956).
- Wildlife Cameraman (1957).
- Cochise, Chief of Warriors (1957).
- Double Challenge (1957).
- We Were There at the Oklahoma Land Run (1957).
- Wolf Brother (1957, Bratr vlk), za tuto knihu získal autor cenu Spur Award za roku 1957 od Western Writers of America.[2][3]
- Swamp Cat (1957).
- Rescue Dog of the High Pass (1958).
- The Land is Bright (1958).
- The Black Fawn (1958).
- The Story of Geronimo (1958, Příběh Geronima).
- Hi Jolly (1959).
- Stormy (1959).
- Ulysses & his Woodland Zoo (1959), za tuto knihu získal autor roku 1959 cenu Boy's Life Award.[2]
- Boomerang Hunter (1960).
- The Duck-footed Hound (1960).
- Tigre (1961).
- Hidden Trail (1962).
- Fawn in the Forest & other Wild Animal Stories (1962).
- Two Dogs & a Horse (1964. Dva psi a kůň), tři povídky.
- Furious Moose of the Wilderness (1965).
- Dave and his Dog, Mulligan (1966).
- Coyote Song (1969, Kojotí píseň), příběh o boji dvou kojotů o přežití v poušti.

## Filmové adaptace
- Big Red (1962), americký film, režie Norman Tokar.[4][5]

## Česká vydání
- Lovec kuguárů, Albatros, Praha 1975, přeložil Jiří Šeda.